# Listen Up Philip
Pour plus de détails, voir Fiche technique et Distribution.
Listen Up Philip est une comédie dramatique américaine réalisée par Alex Ross Perry, sortie en 2014.

## Fiche technique
- Titre : Listen Up Philip
- Réalisation : Alex Ross Perry
- Scénario : Alex Ross Perry
- Montage : Robert Greene
- Photographie : Sean Price Williams
- Musique : Keegan DeWitt
- Producteur : David Lowery, Joshua Blum, Toby Halbrooks, James M. Johnston et Katie Stern
  - Coproducteur : Michaela McKee
  - Producteur délégué : Christos V. Konstantakopoulos
  - Producteur exécutif : Adam Piotrowicz
- Production : Sailor Bear, Washington Square Films et Faliro House Productions
- Distribution : Potemkine Films
- Pays d’origine :  États-Unis
- Genre : Comédie dramatique
- Durée : 108 minutes
- Dates de sortie :
  -  États-Unis : 17 octobre 2014
  -  France : 21 janvier 2015

## Distribution
- Jason Schwartzman : Philip Lewis Friedman
- Elisabeth Moss : Ashley Kane
- Jonathan Pryce : Ike Zimmerman
- Krysten Ritter : Melanie Zimmerman
- Joséphine de La Baume : Yvette Dussart
- Eric Bogosian : le narrateur
- Jess Weixler : Holly Kane
- Dree Hemingway : Emily
- Keith Poulson : Josh Fawn[1]
- Flo Ankah : Brandy
- Daniel London : Seth